# 赛艇俱乐部

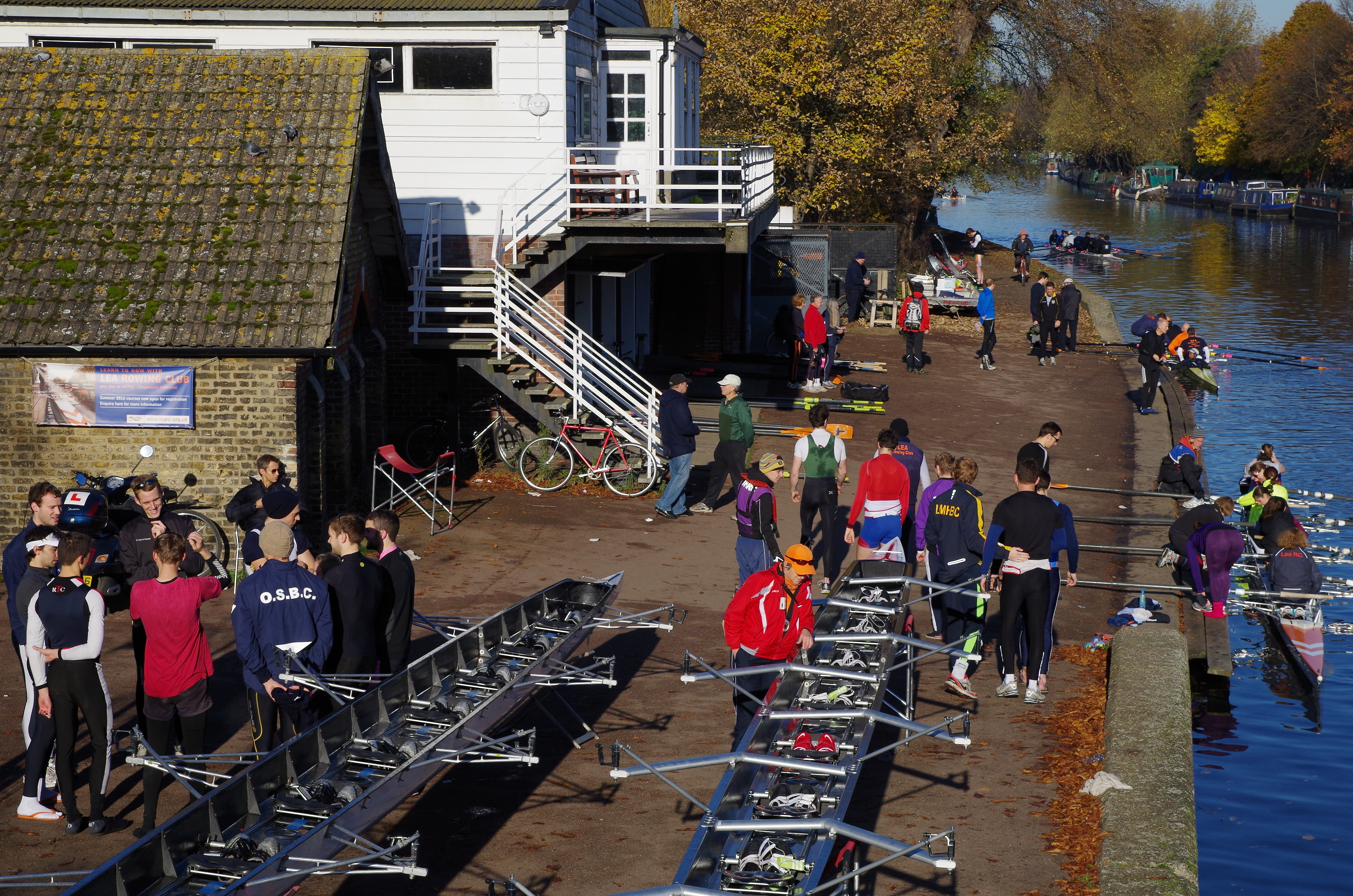
一群人在船库外的支架上架设船只，并在练习结束后下船；主船库是一座白色建筑，底层设有船只存放处，楼上是赛艇俱乐部的酒吧，可通过室外楼梯进入；前景中的砖砌建筑也是赛艇俱乐部使用的船库

赛艇俱乐部（英語：Rowing club）是赛艇爱好者聚会的体育俱乐部，通常邻近一个天然或人工水域，水域面积足够大，并可以操纵赛艇。俱乐部通常设有船库，配备存放赛艇的架子，以及码头或滑道，方便赛艇下水。许多俱乐部提供赛艇学习和培训课程，并且举办赛艇比赛，也称为赛艇邀请赛或计时赛，并派队参加其他组织举办的竞赛。
除此之外，也有室内的赛艇俱乐部，以划船器作为中心进行训练和比赛，是为室内赛艇比赛，例如：每年冬天在美国麻省波士顿举行的CRASH-B Sprints世界室内赛艇锦标赛。
也有一些赛艇俱乐部没有自己的船库或设备，例如：许多高中和大学设立的校友赛艇俱乐部，它们的成员通常自行训练，然后与其他俱乐部成员一起比赛。赛艇爱好者必须拥有俱乐部会员资格，才能参加由英国赛艇协会、美国赛艇协会或其他体育管理机构批准的赛事。

## 命名
许多赛艇俱乐部的名字源于古代神话或传说，例如：希腊神话人物利安德，是英国最古老赛艇俱乐部之一——利安德俱乐部的名字，并且在世界上至少还有两家著名的俱乐部也采用同样名字。
有些赛艇俱乐部以创办团体或人物名字命名，例如：阿根廷的条顿赛艇俱乐部，是由布宜诺斯艾利斯的几位德裔社区成员创建，并以古老的日耳曼部落条顿人的名字命名；美国加州圣地牙哥的ZLAC赛艇俱乐部，号称是世界上历史最悠久的女子赛艇俱乐部，名字取自四位创始人名字的首字母缩略：Zulette、Lena、Agnes和Caroline。
最为常见的是以赛艇俱乐部的根据地命名，例如：中国上海的上海市划船俱乐部，以及现代体育史上最古老的两个赛艇俱乐部——剑桥大学赛艇俱乐部和牛津大学赛艇俱乐部。
职业赛艇俱乐部会直接冠上组织或公司的名字，例如：埃及的警察赛艇俱乐部、日本的丰田赛艇俱乐部。